# Chuck Berry's Golden Hits
Albums de Chuck Berry
Fresh Berry's
(1965) Chuck Berry in Memphis
(1967)
Chuck Berry's Golden Hits est un album du guitariste, chanteur et auteur-compositeur américain Chuck Berry sorti en mars 1967 chez Mercury Records.

## Histoire
Ce premier album de Chuck Berry pour sa nouvelle maison de disques est composé de réinterprétations de ses plus grands succès des années 1950. Il ne comprend qu'une seule nouvelle chanson, Club Nitty Gritty, la face A de son premier 45 tours chez Mercury, sorti en novembre 1966.

## Titres
Toutes les chansons sont écrites et composées par Chuck Berry.

### Face 1
1. Sweet Little Sixteen – 2:32
2. Memphis – 2:07
3. School Days (Ring Ring Goes the Bell) – 2:35
4. Maybellene – 2:35
5. Back in the U.S.A. – 2:27

### Face 2
1. Johnny B. Goode – 2:45
2. Rock and Roll Music – 2:33
3. Roll Over Beethoven – 2:02
4. Thirty Days – 2:10
5. Carol – 2:24
6. Club Nitty Gritty – 2:18

## Musiciens
- Chuck Berry : chant, guitare
- Johnnie Johnson : piano, piano électrique, orgue
- Forrest Frierson : basse
- Quincy Macon : guitare rythmique
- Ebby Hardy, Eugene Washington : batterie
- Cary Enlow : saxophone ténor